# Seia
Seia ist eine Gemeinde und Stadt in Portugal am Nordwestrand der Serra da Estrela in der Region Centro. Seia ist bekannt für den Käse Queijo Serra da Estrela, und sein Brot. Innerhalb der Stadt leben 5.702 Einwohner, im Gemeindebereich sind es 6.923 Einwohner.

## Geschichte
Die Stadt wurde vor etwa 2400 Jahren als Oppidum Sena von keltiberischen Turdulen gegründet. Nach langer maurischer Besiedlung eroberte 1055 der hier als Fernando Magno bekannte König Ferdinand I. von León den Ort, der ihn befestigen ließ. Zum neugegründeten Königreich Portugal gehörend, erhielt die Stadt unter ihrem damaligen Namen Civitatem Senam 1136 die Stadtrechte („Foral“) von König Dom Afonso Henriques. 1510 erneuerte Manuel I. die Stadtrechte und vergrößerte den Kreis (Concelho) von Seia um einige Ortschaften. Anfang des 19. Jahrhunderts wurde der Kreis im Zuge der Verwaltungsreformen erneut ausgedehnt, und seit Anfang des 20. Jahrhunderts umfasst er die heutigen 29 Gemeinden (Freguesias) mit 115 Orten. Die bisherige Kleinstadt (Vila) Seia wurde im Jahre 1986 zur Stadt (Cidade) erhoben.

## Kultur und Sehenswürdigkeiten
Seia besitzt einige Museen, darunter das Museu do Pão (Brotmuseum) und das Museu do Brinquedo (Spielzeugmuseum). Das jüngste Museum der Stadt ist mit dem Museu Natural da Electricidade seit 2011 ein Museum der erneuerbaren Energien, speziell der Wasserkraft, mit Bezug zu den verschiedenen Wasserkraftwerken in der Umgebung. Der Kulturkomplex der Casa Municipal da Cultura (Städtisches Kulturhaus) umfasst einen Kinosaal für 395 Zuschauer, Galerien, und ein modernes Kongresszentrum mit verschiedenen Sälen (teils mit Übersetzungskabinen).
Das CISE (Centro de Interpretação da Serra da Estrela) ist eine Forschungseinrichtung, die sich mit der Serra da Estrela und ihrem Verständnis beschäftigt, bietet aber auch eine interaktive Multimedia-Dauerausstellung dazu, neben anderen kulturellen und didaktischen Angeboten in ihrem Veranstaltungszentrum.
Seit 1995 findet im CISE das jährliche internationale Filmfestival des Umweltfilms statt, das CineEco.
In Seia werden Möglichkeiten vor allem der naturnahen Sportarten angeboten, wie Rafting und Kanusport, oder Wandern und Bergwandern, z. B. auf besonderen Bergdörfer-Wanderrouten (Aldeias da Montanha). Saisonal ist Wintersport hier von Bedeutung.

## Verwaltung

### Kreis Seia
Seia ist Sitz eines gleichnamigen Kreises (Concelho) im Distrikt Guarda. Am 19. April 2021 hatte der Kreis 21.755 Einwohner auf einer Fläche von 435,7 km².
Die Nachbarkreise sind (im Uhrzeigersinn im Norden beginnend): Nelas, Mangualde, Gouveia, Manteigas, Covilhã, Arganil sowie Oliveira do Hospital.
Mit der Gebietsreform im September 2013 wurden mehrere Gemeinden zu neuen Gemeinden zusammengefasst, sodass sich die Zahl der Gemeinden von zuvor 29 auf 21 verringerte.
Die folgenden Gemeinden (Freguesias) liegen im Kreis Seia:

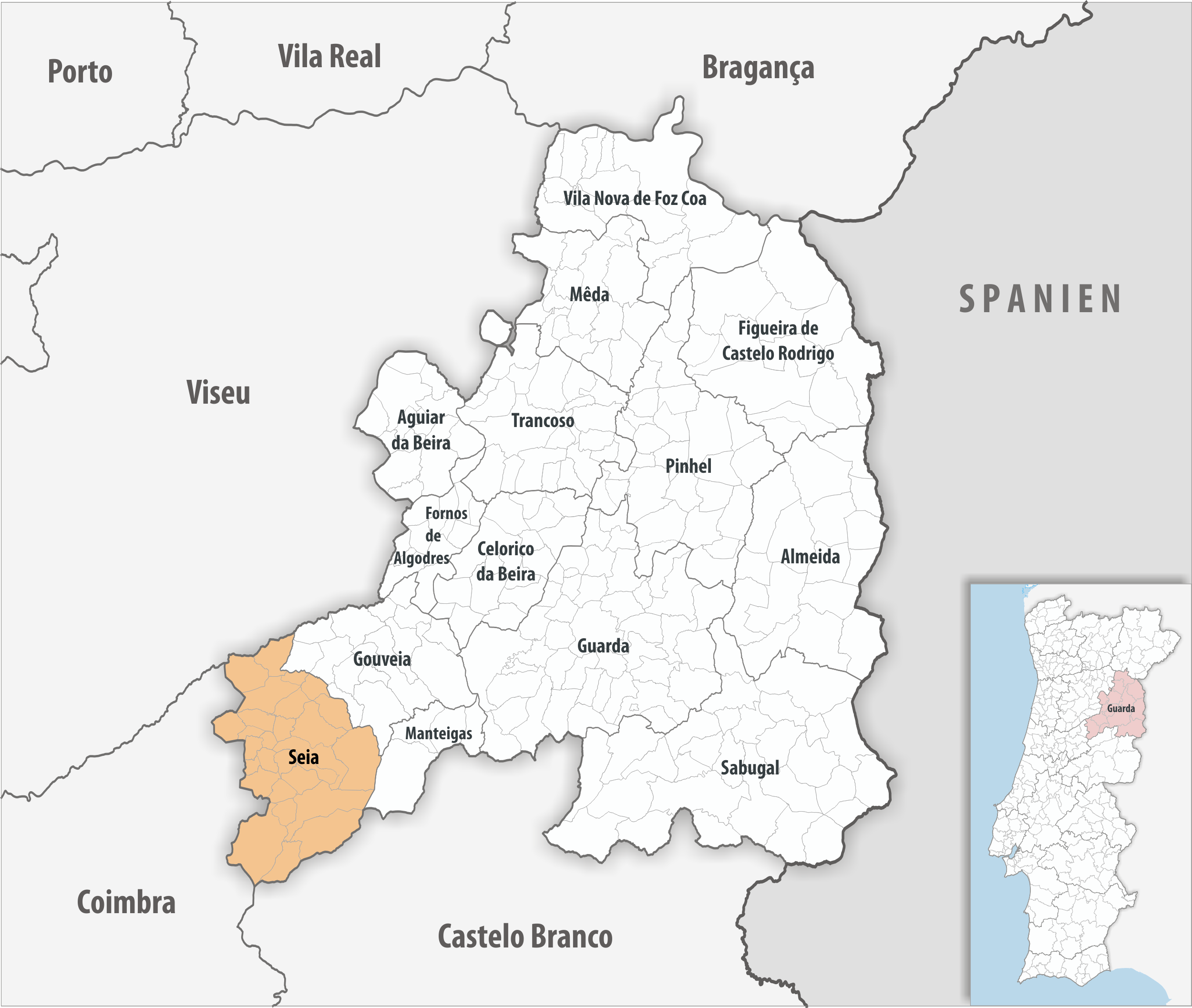
Kreis Seia

| Gemeinde                             | Einwohner (2021) | Fläche km² | Dichte Einw./km² | LAU- Code |
| ------------------------------------ | ---------------- | ---------- | ---------------- | --------- |
| Alvoco da Serra                      | 331              | 37,57      | 9                | 091201    |
| Carragozela e Várzea de Meruge       | 546              | 10,08      | 54               | 091230    |
| Girabolhos                           | 241              | 17,74      | 14               | 091205    |
| Loriga                               | 848              | 36,25      | 23               | 091207    |
| Paranhos                             | 1.265            | 21,23      | 60               | 091208    |
| Pinhanços                            | 727              | 8,33       | 87               | 091209    |
| Sabugueiro                           | 405              | 40,07      | 10               | 091210    |
| Sameice e Santa Eulália              | 508              | 14,27      | 36               | 091231    |
| Sandomil                             | 745              | 13,22      | 56               | 091212    |
| Santa Comba                          | 725              | 11,83      | 61               | 091213    |
| Santa Marinha e São Martinho         | 1.365            | 15,08      | 91               | 091232    |
| Santiago                             | 1.163            | 7,43       | 156              | 091216    |
| Sazes da Beira                       | 245              | 7,79       | 31               | 091219    |
| Seia, São Romão e Lapa dos Dinheiros | 8.705            | 53,80      | 162              | 091233    |
| Teixeira                             | 144              | 15,92      | 9                | 091221    |
| Torrozelo e Folhadosa                | 708              | 10,20      | 69               | 091234    |
| Tourais e Lajes                      | 1.529            | 26,18      | 58               | 091235    |
| Travancinha                          | 387              | 12,47      | 31               | 091224    |
| Valezim                              | 243              | 12,09      | 20               | 091225    |
| Vide e Cabeça                        | 570              | 56,47      | 10               | 091236    |
| Vila Cova à Coelheira                | 355              | 7,68       | 46               | 091228    |
| Kreis Seia                           | 21.755           | 435,70     | 50               | 0912      |

### Bevölkerungsentwicklung
| Einwohnerzahl im Kreis Seia (1801–2011) | Einwohnerzahl im Kreis Seia (1801–2011) | Einwohnerzahl im Kreis Seia (1801–2011) | Einwohnerzahl im Kreis Seia (1801–2011) | Einwohnerzahl im Kreis Seia (1801–2011) | Einwohnerzahl im Kreis Seia (1801–2011) | Einwohnerzahl im Kreis Seia (1801–2011) | Einwohnerzahl im Kreis Seia (1801–2011) | Einwohnerzahl im Kreis Seia (1801–2011) | Einwohnerzahl im Kreis Seia (1801–2011) |
| --------------------------------------- | --------------------------------------- | --------------------------------------- | --------------------------------------- | --------------------------------------- | --------------------------------------- | --------------------------------------- | --------------------------------------- | --------------------------------------- | --------------------------------------- |
| 1801                                    | 1849                                    | 1900                                    | 1930                                    | 1960                                    | 1981                                    | 1991                                    | 2001                                    | 2004                                    | 2011                                    |
| 9.993                                   | 14.557                                  | 31.929                                  | 31.283                                  | 34.436                                  | 31.352                                  | 30.362                                  | 28.144                                  | 27.574                                  | 24.641                                  |

### Städtepartnerschaften
- Frankreich: Contrexéville (seit 1993)
- Deutschland: Ochtrup (seit 1993)
- Portugal: Peniche (seit 1993)
- Frankreich: Domfront (seit 2000)[7]

## Verkehr
Über die N339 (IC12) ist Seia mit der 48 km entfernten A23 (Autoestrada A23) und dem portugiesischen Autobahnnetz verbunden. Seia ist in das landesweite Überland-Busnetz der Rede Expressos eingebunden.
Der Kreis verfügt mit dem Aérodromo de Seia über einen Flugplatz, der vor allem als Basis für Flugzeuge der Feuerwehr (Aufklärung und Brandbekämpfung) und dem Militär dient.
Von Montag bis Freitag verkehrt im Ort eine Vaievem (dt.: Hinundher) genannte, städtische Buslinie im innerstädtischen im Rundverkehr. Weitere regionale Buslinien werden von privaten Betreibern angeboten.

## Wirtschaft
Im Kreis Seia sind verschiedene Industriebetriebe ansässig (Textil, Nahrungsmittelverarbeitung), darunter der portugiesische Standort der Ara Schuhe. Im Kreis liegen zudem verschiedenen Wasserkraftwerke und Einrichtungen des nationalen Stromversorgers EDP.
Seia hält als Oberzentrum die wichtigsten Einrichtungen des Einzelhandels, der Gesundheitsversorgung, Bildung und Verwaltung der Umgebung vor, die z. T. bedeutende lokale Arbeitgeber sind.
Der Fremdenverkehr ist von besonderer Bedeutung, besonders saisonal im Wintersport.

## Söhne und Töchter der Stadt
- Domingos Rodrigues (1637–1719), Hofkoch und Autor des ersten portugiesischen Kochbuchs
- João António Garcia de Abranches (* 1769), Publizist und Unternehmer in Maranhão, Brasilien; nach seiner Flucht Politiker auf den Azoren
- Cândido Augusto de Albuquerque Calheiros (1840–1904), adliger Unternehmer und Politiker
- Afonso Augusto da Costa (1871–1937 in Paris), Rechtsanwalt, Universitätsprofessor und Politiker
- Avelino da Costa Cunhal (1887–1966), Jurist, Autor, Künstler und politischer Aktivist, Vater von Álvaro Cunhal
- João António da Silva Saraiva (1923–1976), Bischof
- António de Almeida Santos (1926–2016), Politiker und Jurist
- Joaquim Pina Moura (1952–2020), Ökonom und Politiker, ehemaliger Finanzminister
- Sandra Brito Pereira (* 1977), Sprachwissenschaftlerin und kommunistische Politikerin, seit 2019 EU-Abgeordnete
- Rui Miguel Melo Rodrigues (* 1983), Fußballspieler
- Andreia Jesus (* 1985), Leichtathletin
- Cícero Semedo (* 1986), guinea-bissauischer Fußballspieler

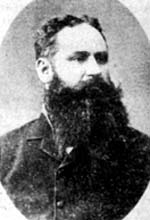
Cândido Augusto de Albuquerque Calheiros
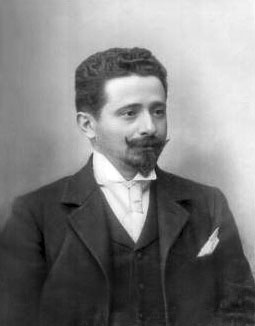
Afonso Augusto da Costa
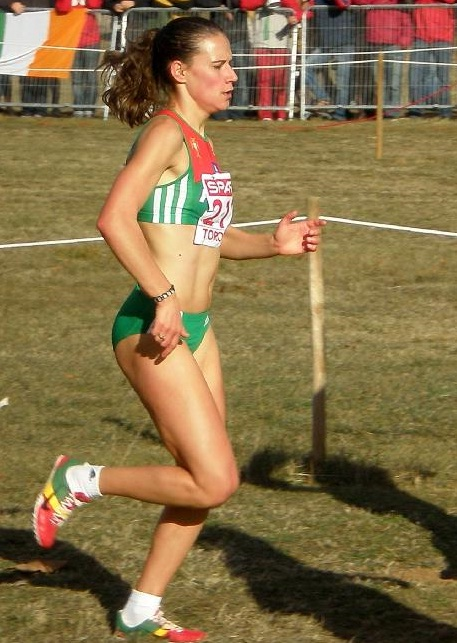
Andreia Jesus (2007)
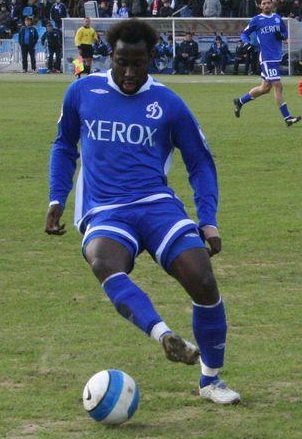
Cícero Semedo